# Hörhausen

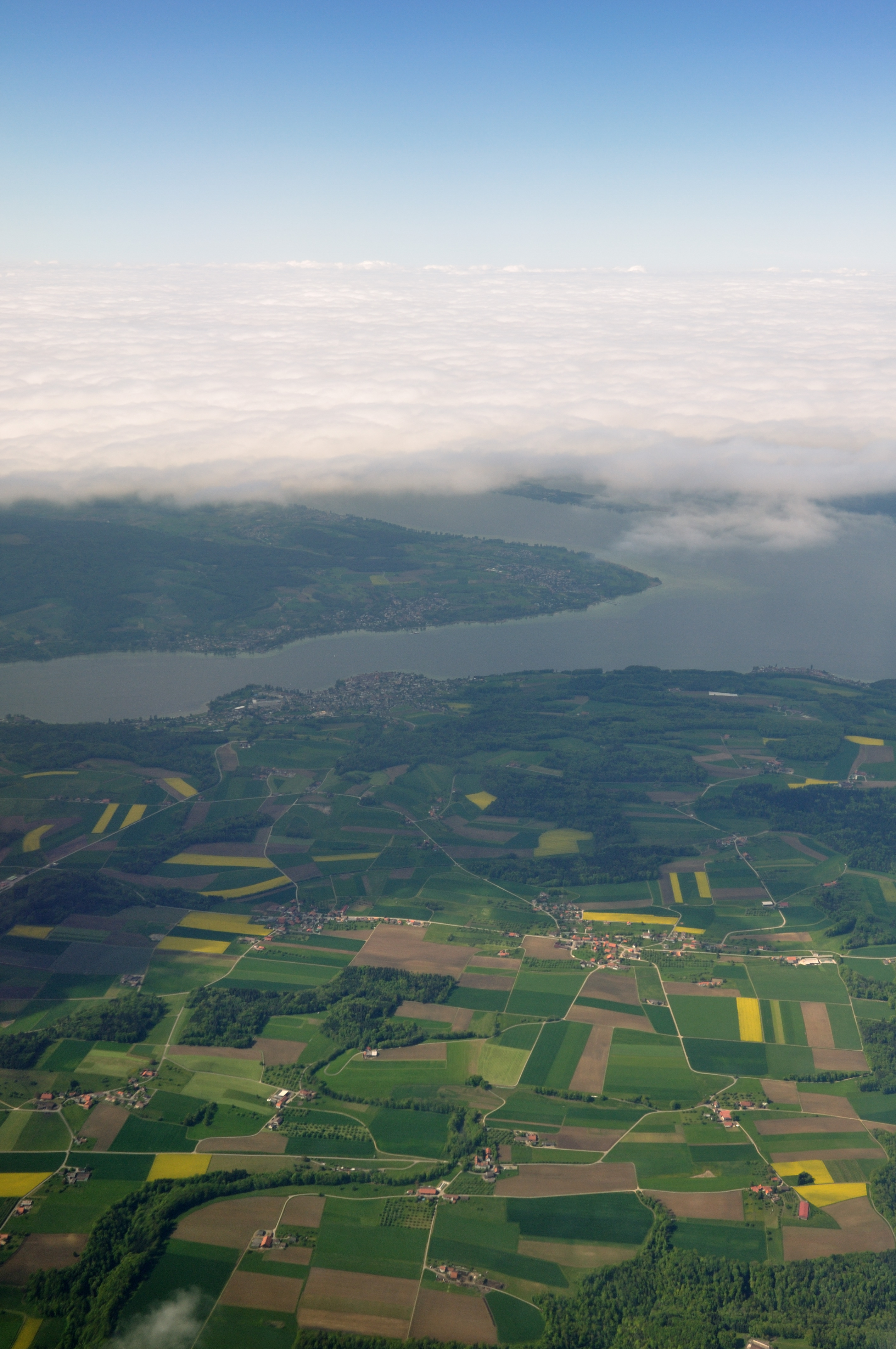
Luftbild vom 9. Mai 2011

Hörhausen ist eine Ortschaft in der politischen Gemeinde Homburg im Bezirk Frauenfeld im Schweizer Kanton Thurgau.

## Geographie
Hörhausen liegt auf dem Seerücken an der Kantonsstrasse zwischen Pfyn und Steckborn im Kanton Thurgau.

## Geschichte
Hörhausen gehörte bis 1998 zur Ortsgemeinde Gündelhart-Hörhausen in der Munizipalgemeinde Steckborn.
→ siehe Abschnitt Geschichte im Artikel Gündelhart-Hörhausen

## Bevölkerung
Von den insgesamt 682 Einwohnern der Ortschaft Hörhausen am 31. Dezember 2023 waren 59 bzw. 8,7 % ausländische Staatsbürger. 271 (39,7 %) waren evangelisch-reformiert und 194 (28,4 %) römisch-katholisch.

## Verkehr
Hörhausen ist durch die Kantonsstrasse mit den Städten Frauenfeld und Kreuzlingen verbunden. Frauenfeld erreicht man in ca. 15 Minuten.
Hörhausen ist an den öffentlichen Verkehr angeschlossen. Die Postautolinien 826 (von Frauenfeld nach Steckborn) und 831 (nach Homburg TG und Müllheim TG) führen durch Hörhausen.

## Dorfbild
Im ältesten Teil Hörhausens stehen alte Riegelbauten, umgeben von neueren Bauten.

## Persönlichkeiten
- Alfred Kolb (1878–1958), Schweizer Maler
- Rolf & Irene Stey, Zirkusinhaber und Artisten (Two Tornados)